# Вера (ТВ серија из 2023)
Вера је српска ТВ серија из 2023. године у режији Недељка Ковачића који је и писао сценарио у сарадњи са Кристином Ђуковић.
Током 2023. године се емитовала премијерно на РТС 1.
Претходно је током 2022. године премијерно приказан филм Вера.

## Радња
Ова серија је шпијунски трилер с елементима мелодраме инспирисана истинитом причом о српској Мата Хари, Вери Пешић (1919—1944), шпијунки из времена Другог светског рата. Ово је прича о младој жени која је не само у раљама ратне шпијунске мреже већ и патријархалног друштва на Балкану, препуног моћних, арогантних мушкараца с којима се она храбро и дрско носи.
Серија се држи женске визуре и обрађује положај жене у мушком свету — како традиционално балканском, тако и професионално шпијунском.
У лавиринту шпијунских игара на Балкану, од Беча до Цариграда, Вера Пешић опстаје међу југословенским, немачким и британским шпијунима с двоструким и троструким агендама, сама, без идеологије, али одлучна да се бори и преживи.
Паралелно са акционом, шпијунском линијом радње, фокус приче је на Вериној интимној, психолошкој драми у контексту тајне њеног порекла, која формира њене односе с мушкарцима у приватном животу и шпијунској каријери. Рођена из неразјашњеног односа њене мајке са четничким војводом, Вера живи са својом унутрашњом драмом неприпадања која јој у ствари помаже да од збуњене девојке из провинције постане врхунски шпијун који заводи мушкарце и манипулише њима, никад не дозвољавајући да постане њихов плен.

## Улоге
| Глумац                    | Улога                              |
| ------------------------- | ---------------------------------- |
| Јована Стојиљковић        | Вера Пешић                         |
| Петар Зекавица            | Карл Краус                         |
| Виктор Савић              | Миливоје Перовић                   |
| Александар Срећковић      | мајор Славко Радовић               |
| Никола Којо               | Танасије Динић                     |
| Тихомир Станић            | војвода Коста Пећанац              |
| Анита Манчић              | Верина мајка Анђа                  |
| Небојша Дугалић           | генерал Боривоје Мирковић          |
| Бојан Жировић             | Toм Меплбек                        |
| Вук Костић                | Радослав Ђурић                     |
| Златија Оцокољић Ивановић | Лили, амбасадорова жена            |
| Миона Марковић            | Каћа                               |
| Милица Томашевић          | Анкица                             |
| Ленка Петровић            | Смиља                              |
| Зинаида Дедакин           | Пелагија                           |
| Андреј Јемцов             | Леонид                             |
| Владимир Алексић          | др Рајнхард Хајнц                  |
| Радомир Николић           | Јозеф Шицер                        |
| Џек Димић                 | Ђорђе Рош                          |
| Никола Вујовић            | мајор Јован Стевановић             |
| Милош Влалукин            | Жика Ђурић                         |
| Радоје Чупић              | четовођа Петко                     |
| Ненад Маричић             | др Лазар Прокић                    |
| Слободан Бештић           | Франц Нојхаузен                    |
| Ненад Ћирић               | Милан Недић                        |
| Жељко Еркић               | Светозар Т. Јанковић               |
| Бранислав Томашевић       | Милан Крчевинац                    |
| Бојан Кривокапић          | Угљеша Поповић                     |
| Владан Гајовић            | немачки генерал Паул Бадер         |
| Небојша Кундачина         | др Рус                             |
| Растко Јанковић           | агент 1                            |
| Давор Перуновић           | агент 2                            |
| Марко Јањић               | др Аврам Лебовић                   |
| Бојан Навојец             | Херман Геринг                      |
| Саша Торлаковић           | немачки амбасадор Виктор фон Херен |
| Маја Суша                 | Драгиња Меплбек                    |
| Бора Ненић                | војвода Михајло Арсић              |
| Димитрије Илић            | новинар                            |
| Милена Васић              | Наталија Николић                   |
| Светислав Гонцић          | кнез Павле Карађорђевић            |
| Недим Незировић           | поручник југословенске војске      |
| Младен Андрејевић         | Малколм Бур                        |
| Предраг Милетић           | батлер др. Роша                    |
| Драгана Пантић            | девојка                            |
| Вутер ван Хаувелинген     | Рајнхард Хајдрих                   |
| Ана Стојановић Бартоли    | певачица на сајму                  |
| Марија Кукољац            | болничарка                         |
| Миливој Петровић          | Мирковићев ађутант                 |
| Тамара Налбандиан         | Вера Пешић - 10 год                |
| Андреј Изгаревић          | дечак - 10 год                     |
| Вања Срећковић            | колпортер                          |
| Саша Радојевић            | гинеколог                          |
| Драган Вучелић            | промотер на сајму                  |
| Срђан Милетић             | спикер                             |
| Игор Бојовић              | немачки официр                     |
| Зоран Јанковић            | квислинг                           |
| Ђорђе Бајић               | немачки официр                     |
| Златан Динетиновић        | СС официр                          |
| Недељко Ковачић           | партизан                           |
| Душан Ивановић            | Пећанчев четник                    |
| Павле Стевановић          | инструктор пуцања                  |
| Дафина Достанић           | новинарка                          |
| Урош Радуловић            | инструктор борилачких вештина      |
| Дубравка Бушатлија        | бечка дама                         |
| Сони Даријевић            | инструктор за телеграфију          |
| Драган Мићановић          | четник 1                           |
| Никола Миливојевић        | четник 2                           |
| Добривоје Лазаревић       | монах                              |
| Владимир Стојковић        | четнички подофицир                 |
| Жељко Брзјачки            | четник илегалац                    |
| Стефан Голе               | партизан                           |
| Раде Милић                | четник                             |
| Ања Плованић              | наци дама                          |
| Кристина Ђуковић          | сељанка                            |

## Епизоде
| Бр. еп. (укупно) | Бр. еп. (у сезони) | Наслов               | Редитељ         | Сценариста                         | Премијера         |
| --- | ------------------ | -------------------- | --------------- | ---------------------------------- | ----------------- |
| 1 | 1                  | Светлости велеграда  | Недељко Ковачић | Кристина Ђуковић и Недељко Ковачић | 21. јануар 2023.  |
| Вера Пешић је деветнаестогодишња девојка која крајем тридесетих година прошлог века из Сијаринске Бање долази у Београд. Намерава да ради као новинарка, али њене илузије бивају срушене кад схвати да мора да ради као чистачица. Сјај велеграда покушава да пронађе на забавама у кафанама, где западне за око мајору Славку Радовићу, официру који ради за југословенску тајну службу.                                                                             |                    |                      |                 |                                    |                   |
| 2 | 2                  | Невиност без заштите | Недељко Ковачић | Кристина Ђуковић и Недељко Ковачић | 22. јануар 2023.  |
| После насиља које су јој начинили припадници југословенске војне безбедности, Вера је пристала да сарађује са немачком агентуром у Београду. Њен ментор, Карл Краус, немачки је агент којем је Вера потребна као пратиља јер познаје локалне обичаје и менталитет народа. Међутим, Веру не остављају на миру припадници југословенске војне безбедности којима је јасна Краусова делатност. Од Вере очекују да их извештава о Краусовим пословима.                    |                    |                      |                 |                                    |                   |
| 3 | 3                  | Модерна времена      | Недељко Ковачић | Кристина Ђуковић и Недељко Ковачић | 28. јануар 2023.  |
| Вера је прошла кроз специјалну обуку за обавештајце у Бечу. Њен ментор Карл, припрема је за шпијунски рад за интересе Немачке. Када је Немачка напала Пољску, 1939. године, и тиме започела Други светски рат, Вера и Карл долазе у Београд. Карл у Београду смешта Веру у кућу доктора Ђорђа Роша, који увози авионе из Немачке и продаје их југословенској војсци. Верин задатак је да га надгледа и прати ко све долази у кућу.                                    |                    |                      |                 |                                    |                   |
| 4 | 4                  | Енглески валцер      | Недељко Ковачић | Кристина Ђуковић и Недељко Ковачић | 29. јануар 2023.  |
| Вера Пешић је за интересе немачке тајне службе успешно обавила обавештајну акцију и дошла до жељених информација које поседује генерал југословенске војске, Бора Мирковић. Њен следећи задатак је да се приближи Тому Меплбеку, ваздухопловном аташеу у британској амбасади. Вера убрзо открије Меплбекову тајну љубавну везу преко које почиње да га уцењује. |                    |                      |                 |                                    |                   |
| 5 | 5                  | Рат и пакт           | Недељко Ковачић | Кристина Ђуковић и Недељко Ковачић | 4. фебруар 2023.  |
| Веру немачки обавештајци шаљу с великом количином новца код Косте Пећанца не би ли га тако убедили да са својом војском ратује на њиховој страни. Енглези су, знајући за Верину блиску сарадњу са Немцима, њу ставили на списак за ликвидацију. Мартовски пуч 1941. године лоше се одразио на њену ситуацију и од стрељања је спасава генерал Бора Мирковић, који Енглезима каже да је она убијена, а заправо ју је послао код мајке у Лесковац.                      |                    |                      |                 |                                    |                   |
| 6 | 6                  | Жуте траке           | Недељко Ковачић | Кристина Ђуковић и Недељко Ковачић | 5. фебруар 2023.  |
| Југославија је две недеље после напада немачке војске у априлу 1941. године окупирана. Из Лесковца, у који је прогнана, Веру у Београд враћа мајор Карл Краус. У Београду, Карл је сместио Веру у раскошну вилу. Вера у почетку не може да се навикне на нов начин живота, али Карл успева да је наведе да настави са шпијунском активношћу. На своју иницијативу, Вера би да успостави и вези са енглеским обавештајцима.                                            |                    |                      |                 |                                    |                   |
| 7 | 7                  | Ватре устанка        | Недељко Ковачић | Кристина Ђуковић и Недељко Ковачић | 11. фебруар 2023. |
| У Београду, окупираном од стране Немаца у Другом светском рату, живот је веома тежак. Многи тешко преживљавају тешке ратне околности па су приморани да се баве црном берзом, а ни Вера Пешић, која је део немачке обавештајне службе, није равнодушна на то што се око ње догађа. Прихвата позив Танасија Динића да обнове контакте са енглеским обавештајцима. Вера помаже и својој пријатељици из Лесковца, Смиљи, која је удата за Јевреја којег су одвели Немци. |                    |                      |                 |                                    |                   |
| 8 | 8                  | Трострука игра       | Недељко Ковачић | Кристина Ђуковић и Недељко Ковачић | 12. фебруар 2023. |
| Обрачун немачких власти са грађанима у окупираном Београду у време Другог светског рата је суров. Обавештајка Вера Пешић све теже подноси све оно што се догађа око ње, па јој пријатељ, Танасије Динић, предложи да би боље било да напусти Београд и оде код мајке, Анђе, у Лесковац. У Лесковцу, Вера дође до списка комуниста којима прети стрељање и преда тај списак партизану Миливоју, који је њена велика љубав из ране младости.                            |                    |                      |                 |                                    |                   |
| 9 | 9                  | Срце таме            | Недељко Ковачић | Кристина Ђуковић и Недељко Ковачић | 18. фебруар 2023. |
| У жучној свађи са некада добром пријатељицом Каћом, Вера убија Каћу. Позива пријатеља, Тасу Динића, да јој помогне у намери да се ослободе Каћиног леша. Њих двоје умотавају леш у тепих и бацају га у реку. С друге стране, некадашњи Верин љубавник, немачки официр Карл, не престаје да је малтретира пред стрељачким стројем тражећи од ње да одабере десет заробљеника који ће бити убијени.                                                                     |                    |                      |                 |                                    |                   |
| 10 | 10                 | Горска вила          | Недељко Ковачић | Кристина Ђуковић и Недељко Ковачић | 19. фебруар 2023. |
| Вера Пешић је од стране владе коју у окупираном Београду води Милан Недић одабрана да буде делегат за подручје Лесковца. У јуну 1943. године, Вери се јавља Танасије Динић који је обавештава да су кренуле две бугарске дивизије да нападну лесковачки крај. Иако је службеник Недићеве владе која је у непријатељству с партизанима, Вера о том нападу обавештава и партизане које предводи њен бивши љубавник - Миливоје.                                          |                    |                      |                 |                                    |                   |